# Божићна прича Црне Гује
Божићна прича Црне Гује (енгл. Blackadder's Christmas Carol) је телевизијски специјал британске комедије ситуације Црна Гуја, који су написали Ричард Кертис и Бен Елтон, и који представља пародију Божићне приче Чарлса Дикенса. Смештен је између серијала Црна Гуја 3 (1987) и Црна Гуја 4 (1989), а премијерно је приказан 23. децембра 1988. на каналу BBC 1.

## Радња
Ебенезер Црна Гуја, власник „радње за бркове” у викторијанском Лондону, најљубазнији је човек у Енглеској. Он је све што је Ебенезер Скруџ постао на крају Божићне приче: великодушан и добар према свима, и осетљив на туђе патње. Као резултат тога, људи злоупотребљавају његову доброту – госпођа Скрачит и један дечак узимају сав његов новац, његово кумче Милисент односи све његове поклоне и божићну јелку, а биров му одузима сву храну. Сви, осим господина Болдрика, виде га као жртву. Његов посао не доноси никакав профит, сва његова зарада иде у добротворне сврхе или преварантима, и упркос његовом позитивном ставу, он живи усамљен и бедан живот.
На Бадње вече, Ебенезерову судбину мења долазак Божићног духа, који га посећује како би му честитао због његових врлина. Дух му показује два одраза прошлости: његове претке из породице Црна Гуја (протагонсте из другог и трећег серијала). Уместо да му пруже позитивну потврду да је бољи од својих предака, те визије га подстичу да им се диви због њихове духовитости и сналажљивости. Ебенезер тражи од Духа да му покаже шта би се десило ако би постао попут њих. Он види визију далеке будућности у којој је његов потомак, велики адмирал Црна Гуја, успешан и немилосрдан званичник галактичке империје, који треба да се ожени подједнако безобзирном и лудо амбициозном краљицом Асфиксијом XIX, након што је убио њеног „троструког мужоида”. Болдрик из будућности, обучен само у прегачу, роб је Црне Гује. Ебенезер пита Духа шта ће се десити ако остане такав какав јесте. Приказује му се алтернативна будућност у којој је његов потомак роб, обучен у прегачу, неспособног адмирала Болдрика.
Супротно намери Духа, Ебензер извлачи „веома јасну поуку да су лоши момци ти коју се забављају”. На Божићно јутро буди се као сасвим другачији човек: огорчен, осветољубив, похлепан и увредљив према свима које сретне, укључујући Болдрика. Сада осећајући контролу над својим животом, пропушта јединствену прилику када увреди двоје странаца који тврде да су краљица Викторија и принц Алберт и избаци их из своје куће. Епизода се завршава Ебенезеровом раскошном божићном вечером, која је уништена када му Болдрик показује краљевски печат који су странци оставили иза себе, доказујући његову причу да су краљица и принц планирали да награде Ебенезера поклоном од 50.000 фунти и титулом барона због тога што је „најљубазнији човек у Енглеској”.

## Улоге
| Глумац            | Улога                    |
| ----------------- | ------------------------ |
| Роуан Аткинсон    | Ебенезер Црна Гуја       |
| Роуан Аткинсон    | лорд Едмунд Црна Гуја    |
| Роуан Аткинсон    | батлер Едмунд Црна Гуја  |
| Роуан Аткинсон    | велики адмирал Црна Гуја |
| Тони Робинсон     | Болдрик                  |
| Стивен Фрај       | лорд Мелчет              |
| Стивен Фрај       | лорд Фрондо              |
| Хју Лори          | принц Џорџ               |
| Хју Лори          | лорд Пигмот              |
| Хју Лори          | наратор                  |
| Миранда Ричардсон | краљица Елизабета I      |
| Миранда Ричардсон | краљица Асфиксија XIX    |
| Роби Колтрејн     | Божићни дух              |
| Миријам Марголис  | краљица Викторија        |
| Џим Бродбент      | принц Алберт             |
| Петси Берн        | гувернанта               |
| Денис Лил         | биров                    |
| Полин Мелвил      | госпођа Скрачит          |
| Филип Поуп        | лорд Нелсон              |
| Никола Брајант    | Милисент                 |
| Ремзи Гилдердејл  | Ралф                     |